# Ігл (річка)

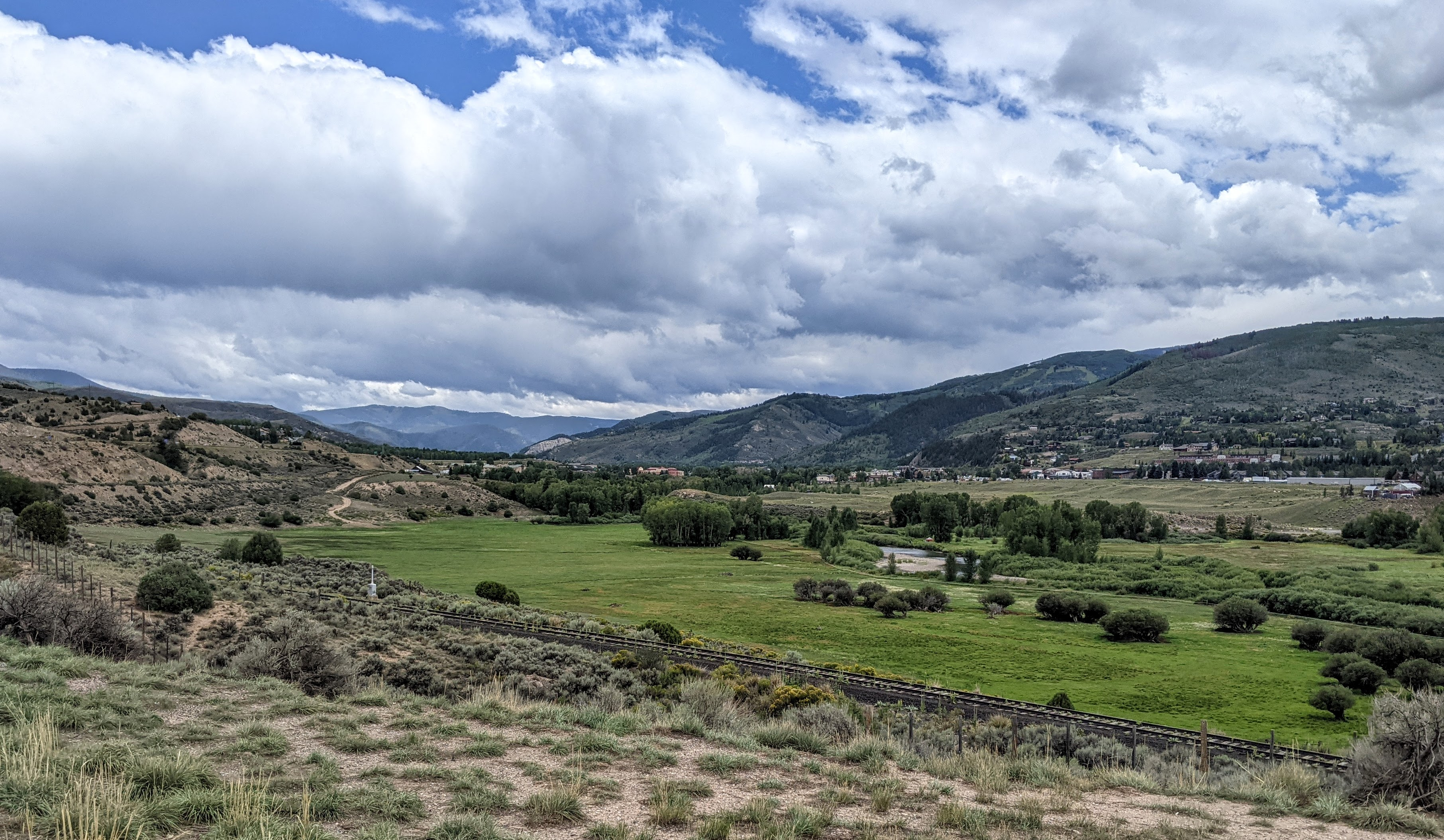
Долина річки Ігл від I-70, дивлячись на Едвардс, Колорадо

Річка Ігл — притока річки Колорадо, приблизно 97,4 кім завдовжки на заході центрального Колорадо в США.
Вона бере початок у південно-східній частині округу Ігл, на континентальному вододілі, і тече на північний захід повз Гілман, Мінтерн, Ейвон. Біля Волкотта вона повертає на захід, протікаючи повз Ігл і Гіпс, і зливається з Колорадо в Дотсеро, що на заході Ігл.